# Labib Mahmoud
Labib Mahmoud (25 de agosto de 1907 - data de morte desconhecida) foi um futebolista egípcio que atuava como atacante.

## Carreira
Labib Mahmoud fez parte do elenco da Seleção Egípcia de Futebol, na Copa do Mundo de 1934.